# 14990 Цермело
14990 Цермело (14990 Zermelo) — астероїд головного поясу, відкритий 31 жовтня 1997 року.
Тіссеранів параметр щодо Юпітера — 3,257.
Названо на честь Ернста Цермело (нім. Ernst Zermelo, 1871 — 1953) — німецького математика.